# Oedelem

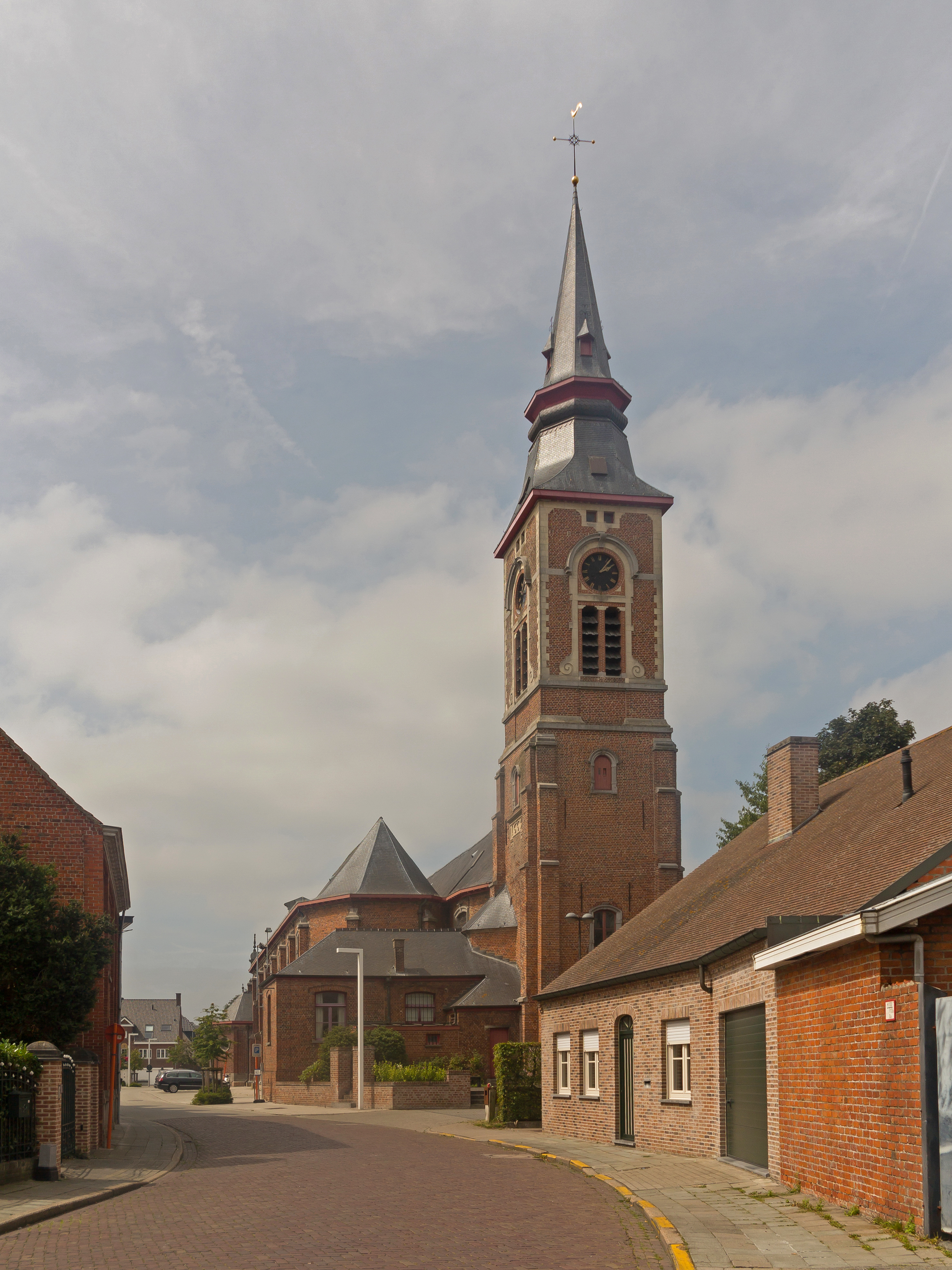
Oedelem, l´église (Sint Lambertuskerk) dans la rue

Oedelem est une section de la commune belge de Beernem située en Région flamande dans la province de Flandre-Occidentale. C'était une commune à part entière avant la fusion des communes de 1977.

## Démographie

### Évolution démographique
- Sources : INS, Rem. : 1831 jusqu'en 1970 = recensements, 1976 = nombre d'habitants au 31 décembre[2].

|  | Le sautoir provient des armes de la famille Praet qui posséda le village d'Oedelem durant plusieurs siècles. Blasonnement : D'or au sautoir de gueules. - Arrêté royal : 24 mai 1899 |